# GKNエアロスペース
GKNエアロスペース（GKN Aerospace）は、航空機、誘導ミサイルおよびロケットエンジンを開発・製造する企業である。イギリスのエンジニアリング大手GKNグループに属する。
かつてはボルボ・エアロ（Volvo Aero）としてボルボ・グループの一部門であったが、2012年にGKNに買収された。

## 沿革
1930年にスウェーデンの航空局向けに航空機用エンジンを製造するため、NOHABの子会社としてノーハブフリューグモートルファブリーケル（Nohab Flygmotorfabriker AB ）がトロルヘッタンで創業された。
1937年、同社はSAABの傘下に移ってスヴェンスカフリューグモートル（Svenska Flygmotor AB ）となった。1941年にボルボがほとんどの株式を保有したことで同年にボルボフリューグモートル（Volvo Flygmotor ）へと社名を変更した。1990年代にはスウェーデン語では伝わりにくいとしてボルボエアロ（Volvo Aero）に社名を変更。
2012年に英エンジニアリング大手GKNによって買収され、同社の子会社となった。のちに社名が変更され現社名のGKNエアロスペース（GKN Aerospace）となっている。

## 製品
- STAL Dovern
- ボルボ RM8
- ボルボ RM12

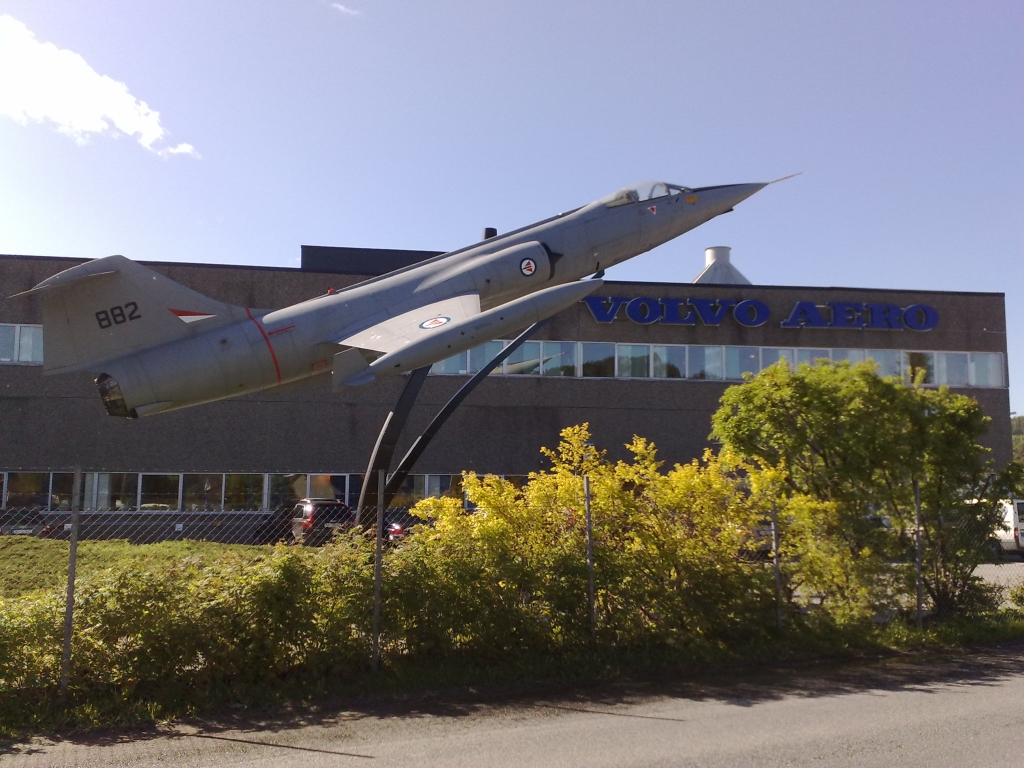
展示されているF-104
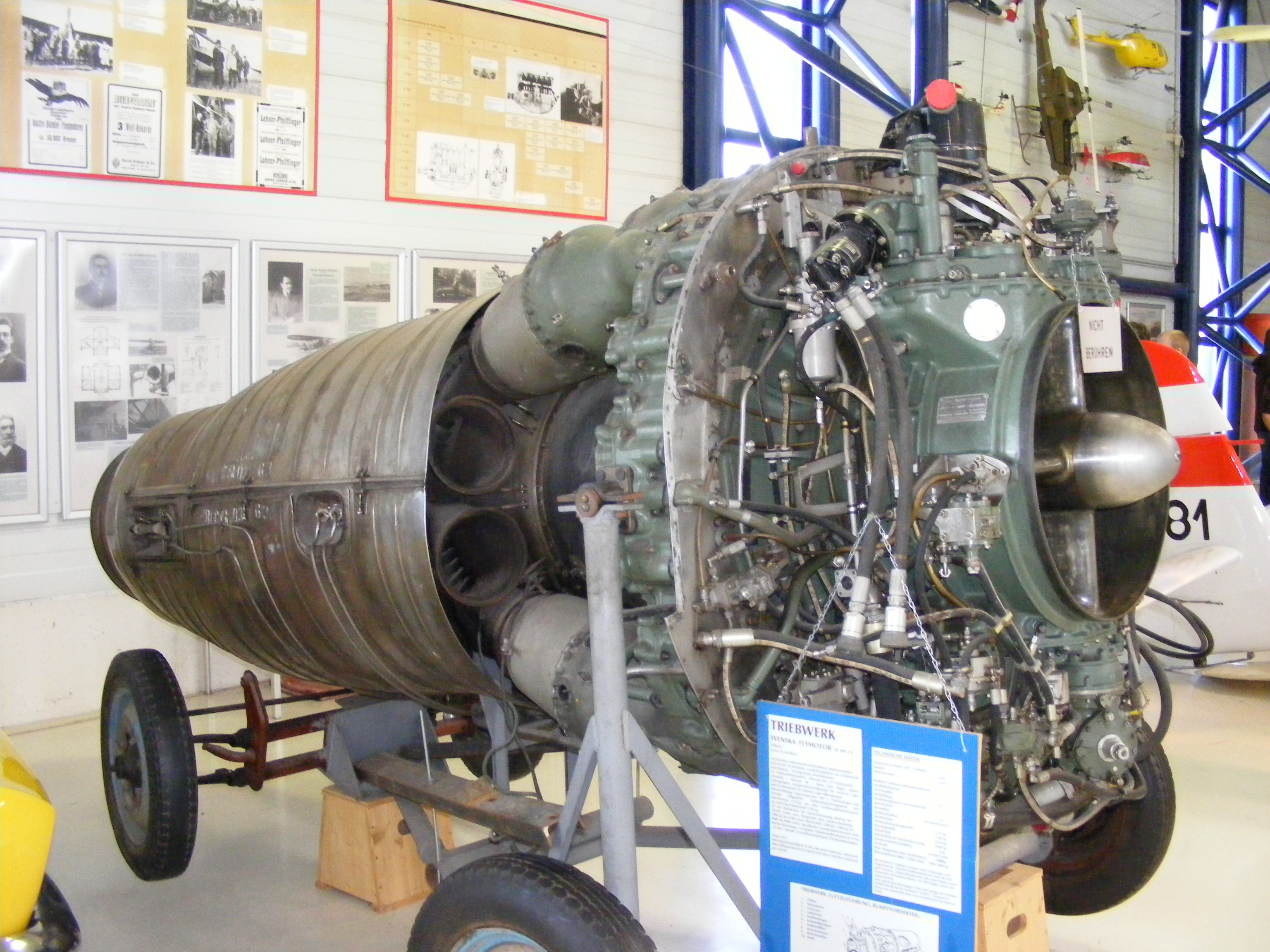
Svenska Flymotoer AB RM 2B
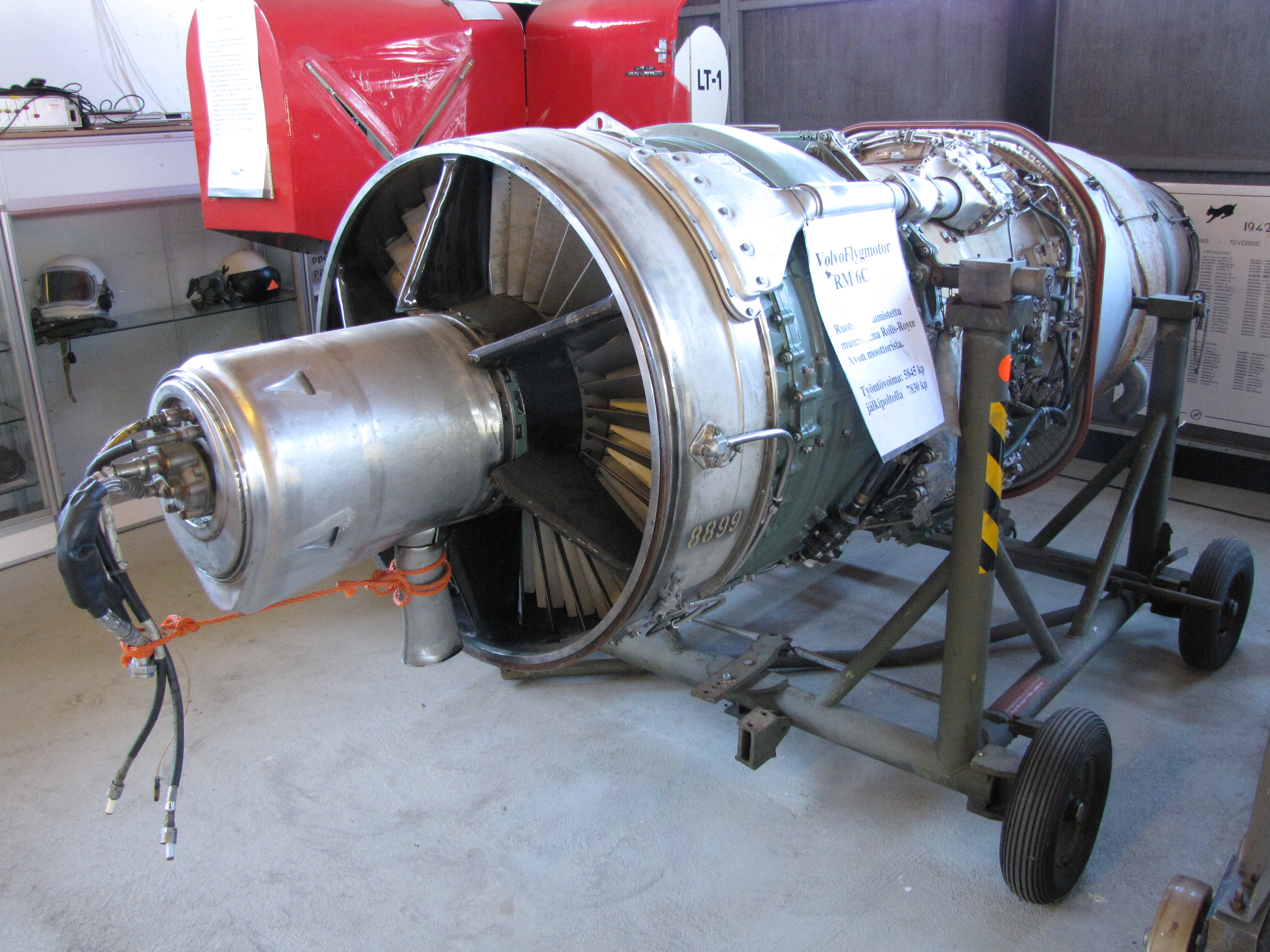
Volvo Flygmotor RM 6C
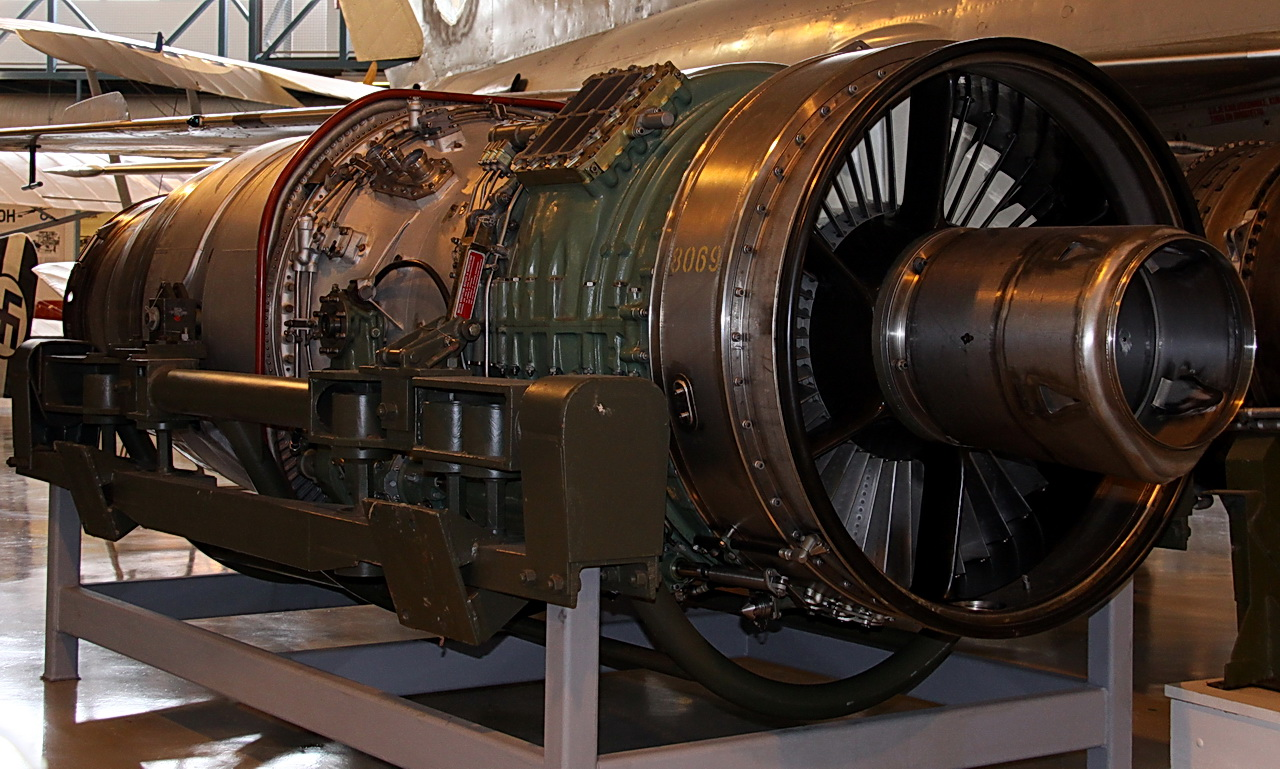
Volvo RM6B
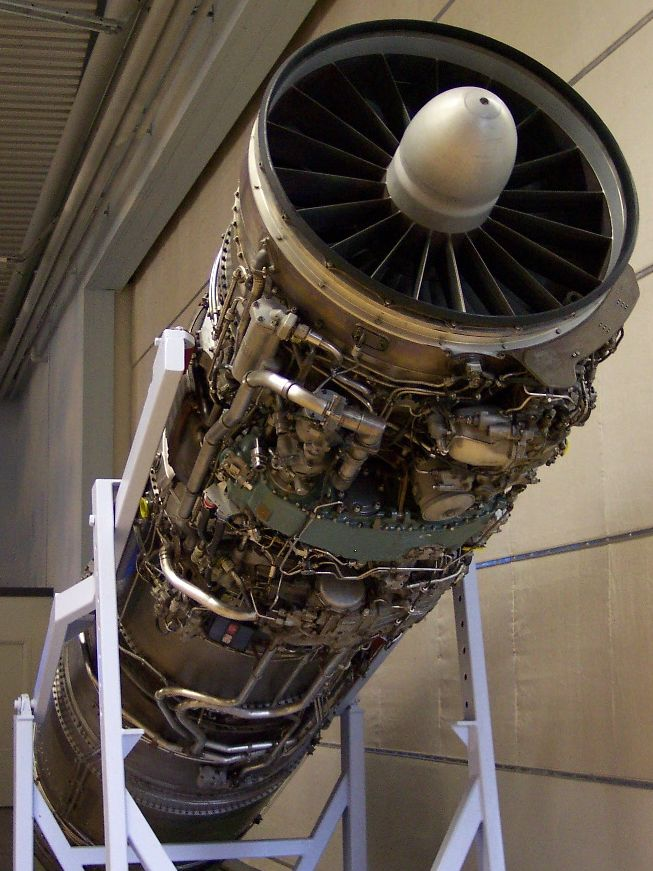
Volvo Flygmotor RM8B